# جاي د. مارتينيز
جاي د. مارتينيز (بالإنجليزية: J. D. Martinez) هو لاعب كرة قاعدة أمريكي، ولد في 21 أغسطس 1987 في ميامي في الولايات المتحدة.

## وصلات خارجية
لا توجد روابط لمواقع التواصل الاجتماعي.